# Италия на зимних Олимпийских играх 1932
Италия принимала участие в зимних Олимпийских играх 1932 года в Лейк-Плесиде (США) в третий раз за свою историю, но не завоевала ни одной медали.

## Состав сборной

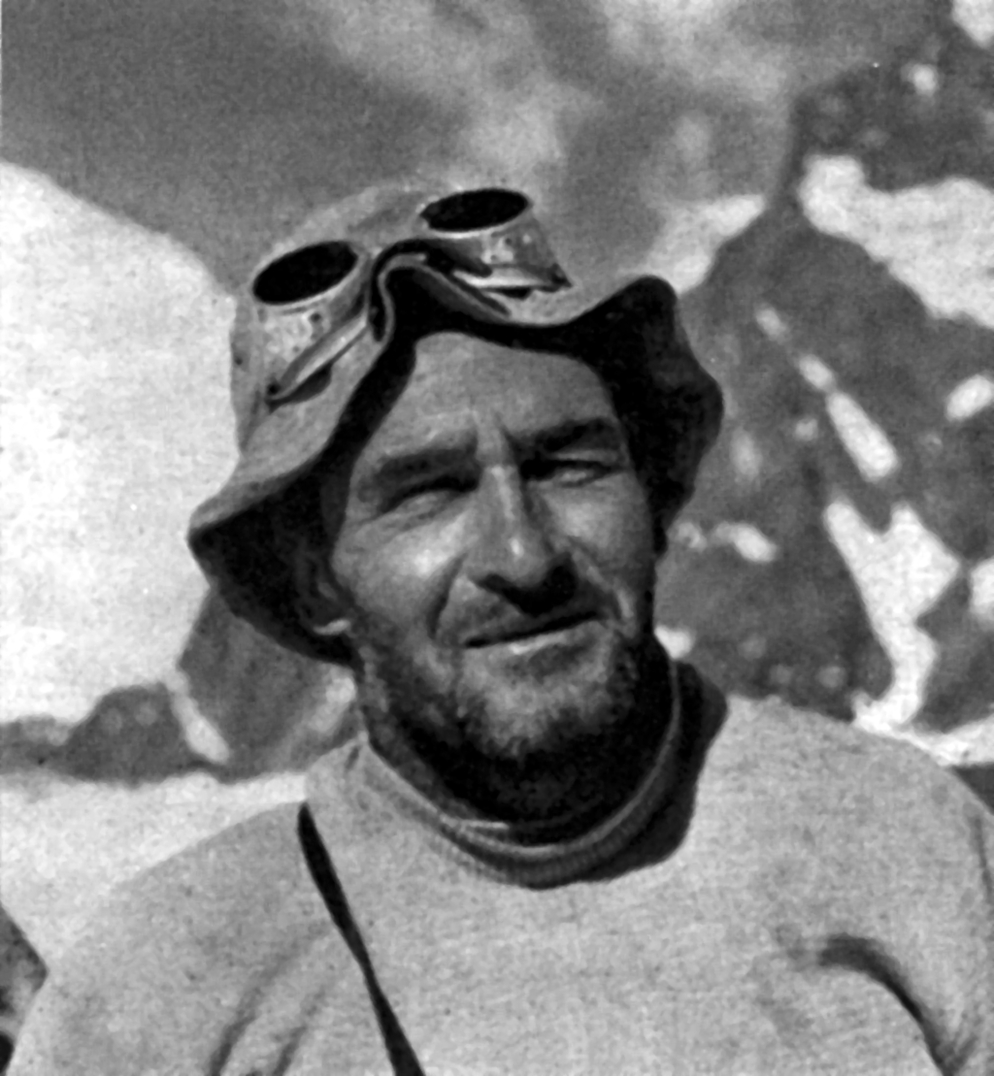
Джино Сольда

Сборную представляли 12 спортсменов (все мужчины), они соревновались в 4 видах спорта:
- бобслей
- лыжное двоеборье
- лыжные гонки
- прыжки на лыжах с трамплина.

Самым младшим участником сборной был 20-летний лыжник Эрминио Серторелли, самым старшим — 39-летний бобслеист Итало Кассини.

## Результаты
Лучший результат для сборной показали бобслеисты: в состязаниях четвёрок заняли 5 место.

### Бобслей
Соревнования прошли с 9 по 15 февраля среди двоек и четвёрок. Соревнования прошли на олимпийской трассе у горы Ван Хувенберг.
Двойки
| Боб   | Спортсмены                              | 1 заезд | 1 заезд | 2 заезд | 2 заезд | 3 заезд | 3 заезд | 4 заезд | 4 заезд | Итог    | Итог  |
| Боб   | Спортсмены                              | Время   | Место   | Время   | Место   | Время   | Место   | Время   | Место   | Время   | Место |
| ----- | --------------------------------------- | ------- | ------- | ------- | ------- | ------- | ------- | ------- | ------- | ------- | ----- |
| ITA-1 | Теофило Росси ди Монтелера Итало Касини | 2:15.45 | 6       | 2:08.10 | 5       | 2:06.58 | 6       | 2:06.20 | 6       | 8:36.33 | 6     |
| ITA-2 | Агостино Ланфранки Гаэтано Ланфранки    | 2:20.08 | 10      | 2:13.47 | 8       | 2:08.00 | 7       | 2:09.11 | 7       | 8:50.66 | 8     |

Четвёрки
| Боб   | Спортсмены                                                                   | 1 заезд | 1 заезд | 2 заезд | 2 заезд | 3 заезд | 3 заезд | 4 заезд | 4 заезд | Итог    | Итог  |
| Боб   | Спортсмены                                                                   | Время   | Место   | Время   | Место   | Время   | Место   | Время   | Место   | Время   | Место |
| ----- | ---------------------------------------------------------------------------- | ------- | ------- | ------- | ------- | ------- | ------- | ------- | ------- | ------- | ----- |
| ITA-1 | Теофило Росси ди Монтелера Агостино Ланфранки Гаэтано Ланфранки Итало Касини | 2:07.87 | 5       | 2:06.62 | 5       | 2:07.94 | 7       | 2:01.78 | 6       | 8:24.21 | 5     |

### Лыжные гонки
| Дистанция | Спортсмен            | Результат      | Результат |
| Дистанция | Спортсмен            | Время          | Место     |
| --------- | -------------------- | -------------- | --------- |
| 18 км     | Северино Менарди     | 1’43:04        | 34        |
| 18 км     | Джино Сольда         | 1’39:43        | 26        |
| 18 км     | Андреа Вюрих         | 1’38:42        | 25        |
| 50 км     | Франческо де Дзулиан | не финишировал | —         |
| 50 км     | Джованни Делаго      | не финишировал | —         |
| 50 км     | Эрминио Серторелли   | 4’59:00        | 12        |

### Прыжки с трамплина
Соревнования прошли 12 февраля на трамплине Инвернейл.
| Спортсмен            | 1 прыжок  | 1 прыжок | 1 прыжок | 2 прыжок  | 2 прыжок | 2 прыжок | Результат | Результат |
| Спортсмен            | Дальность | Очки     | Место    | Дальность | Очки     | Место    | Очки      | Место     |
| -------------------- | --------- | -------- | -------- | --------- | -------- | -------- | --------- | --------- |
| Северино Менарди     | 36.5      | 70.2     | 30       | 56.5      | 91.4     | 24       | 161.6     | 27        |
| Эрнесто Дзардини     | 53.0      | 92.5     | 20       | 65.0      | 104.2    | 11       | 196.7     | 14        |
| Индженуино Далльаджо | 58.5      | 101.4    | 11       | 53.0      | 93.5     | 22       | 194.9     | 16        |